# Barker Channel
Der Barker Channel (englisch) ist eine von den Gezeiten bestimmte, 1 km lange und weniger als 50 m breite  Passage an der Ingrid-Christensen-Küste des ostantarktischen Prinzessin-Elisabeth-Lands. Sie verbindet in den Vestfoldbergen die Prydz Bay mit der Taynaya Bay.
Das Antarctic Names Committee of Australia benannte den Kanal 1983 nach dem Gewässerbiologen Roger Barker († 1979), der 1975 auf der Davis-Station und zugleich in diesem Gebiet tätig war.